# Classe Black Swan
La Classe Black Swan i la Classe Black Swan Modificada eren dues classes d'sloop de la Royal Navy i la Royal Indian Navy. Es van avarar 12 Black Swans entre 1939 i 1943, incloses quatre per a la Royal Indian Navy. Vint-i-cinc Black Swans Modificades es van avarar entre 1942 i 1945, incloses dues per a la RIN.
Com les corbetes, els sloop d'aquesta època eren vaixells especialitzats en la defensa dels combois però més llargs i ràpids i tenien una capacitat antiaèria superior i una excel·lent capacitat antisubmarina. Es van dissenyar per a tenir un abast superior que els destructors a expenses de tenir una velocitat punta menor mentre que podien sobrepassar en velocitat a un u-boot tipus VII o tipus IX que navegués en superfície.
Durant la Segona Guerra Mundial els sloops de la Classe Black Swan van enfonsar 29 U-boots. Després de la guerra van continuar en servei a la Royal Navy, l'Armada Índia, l'Armada Pakistanesa, l'Armada Egípcia i la Deutsche Marine.
Els darrers Black Swan van participar en la Guerra de Corea. El nom d'aquesta classe ve donat pel seu vaixell líder HMS Black Swan. La resta de la classe es van anomenar amb noms d'ocells.

## Disseny
Els Black Swan es van dissenyar directament per l'Almirallat Britànic per a fer les funcions d'escorta antisubmarina i antiaèria sota el programa de construcció naval del 1937. Amb un desplaçament de 1.300 tones eren molt marineres i amb capacitat oceànica. Estava motoritzada amb dues calderes Almiralty de 3 tambors i dues turbines a vapor Parsons que li donaven 3.600 Hp i 4300 Hp les Black Swan Modificades. Amb una autonomia de 7.500 milles a 12 nusos.

Diagrama d'una caldera Almiralty. L'aigua arriba (8) i entra a les canonades (9). Escalfada per la combustió del combustible (3), es formen bombolles de vapor en aquestes canonades que arriben al tambor (7). A continuació, el vapor entra (a través de 6) en canonades més petites (10) i s'hi escalfa. Finalment, el vapor sobreescalfat va a la sala de màquines (5).

## Armament
6 canons QF 4 inch Mk XVI gun (102 mm). (3 x 2)
8 canons QF 2-pounder naval gun "pom-pom" (4 x 2)
4 metralladores AA Vikers Mark III 0.5 polzades (12.7 mm) 
12 metralladores AA Oerlikon 20 mm (en els Black Swan Modificada) (6 x 2)
40 Càrregues de profunditat (110 en els Black Swan Modificada)